# Ameera al-Taweel
La Princesse Ameera bint Aidan bin Nayef al-Taweel Al-Otaibi (arabe : الاميرة اميرة بنت عيدان بن نايف الطويل العصيمي العتيبي), plus connue sous le nom Ameera al-Taweel ou Amira Al-Tawil, née le 6 novembre 1983 à Riyad, est une princesse et philanthrope saoudienne. Mariée puis divorcée au Prince Al-Walid, elle a assumé le rôle de vice-présidente de l'Alwaleed Philanthropies Al Waleed bin Talal Foundation et est membre du conseil d'administration de Silatech.

## Biographie
La Princesse Ameerah al-Taweel est née le 6 novembre 1983 à Riyad en Arabie saoudite. Son père est Aidan bin Nayef Al-Taweel Al-Otaibi. Elle a été élevée par sa mère et ses grands-parents à la suite du divorce de ses parents. À l'âge de dix-huit ans, elle rencontre le Prince Al-Walid, de vingt-huit ans son aîné, après une interview de ce dernier pour le journal de l'école d'Ameerah. Il s'agit d'un membre de la dynastie Al Saoud. Ils se marient alors, puis divorcent en novembre 2013. La Princesse Ameerah est diplômée de l'Université de New Haven en droit des affaires. Elle profite de sa position, de son rang et de la fortune de son mari qui l'encourage pour soutenir les actions caritatives et défend l’égalité des droits entre les hommes et les femmes partout dans le monde. Elle déclare notamment vouloir devenir la première femme à conduire en Arabie saoudite et que les femmes soient traitées sur un pied d'égalité en termes d'héritage, devenant au côté de Rania de Jordanie l'une des femmes les plus influentes du Moyen-Orient.